# Tyleria linearis
Tyleria linearis är en tvåhjärtbladig växtart som beskrevs av Henry Allan Gleason. Tyleria linearis ingår i släktet Tyleria och familjen Ochnaceae. Inga underarter finns listade i Catalogue of Life.